# 平塚勝一
平塚 勝一（ひらつか かついち、1910年（明治43年）2月4日 - 1983年（昭和53年）10月29日）は、昭和期の地方公務員、政治家。埼玉県所沢市長。

## 経歴
所沢市出身。1933年（昭和8年）海軍経理学校修了。1948年（昭和23年）所沢町役場に就職。所沢市収入役、助役を経て、1967年（昭和42年）所沢市長に当選し、4期在任した。市長在任中の1983年10月29日、肝硬変のため73歳で死去。